# Нічна зміна (збірка оповідань)
«Нічна зміна» (англ. Night Shift) — перша збірка оповідань американського письменника Стівена Кінга, опублікована в 1978 році. Багато найвідоміших оповідань Кінга опубліковані саме в «Нічній зміні».

## Про збірку
Ця збірка оповідань — це четверта книга Стівена Кінга, після «Сяйва» (1977) і п'ята видана книга загалом (враховуючи «Лють», видану під псевдонімом Річард Бахман). У книзі переважна більшість з двадцяти оповідань вперше опубліковані в різних журналах, а саме: «Cavalier» впродовж 1970—1975; інші були опубліковані в «Penthouse», «Cosmopolitan», «Gallery», «Ubris», та «Maine». Оповідання «Доля Єрусалиму», «Корпорація „Кидайте палити“», «Останній щабель драбини» та «Жінка в палаті» вперше були опубліковані саме у цій збірці оповідань.
У цій книзі Кінг вперше використовує пролог. Він пише його, звертаючись до читачів, у дружньому стилі: 
|  | Поговорімо. Ви і я. Поговорімо про страх… Оригінальний текст (англ.) Let's talk, you and I. Let's talk about fear… |

Надалі це стане «фірмовим стилем» автора.
Вступ до збірки написав Джон Д. Макдональд — улюблений письменник Кінга.

## Зміст
| № п/п | Назва                                               | Назва в оригіналі                 | Вперше опубліковано                    |
| ----- | --------------------------------------------------- | --------------------------------- | -------------------------------------- |
| 1     | Доля Єрусалиму                                      | англ. Jerusalem's Lot             | раніше не публікувалося                |
| 2     | Нічна зміна                                         | англ. Graveyard Shift             | у журналі Cavalier, жовтень 1970       |
| 3     | Нічний прибій                                       | англ. Night Surf                  | у журналі Ubris, весна 1969            |
| 4     | Я дверний проріз (інша назва — «Чужими очима»)      | англ. I Am the Doorway            | у журналі Cavalier, березень 1971      |
| 5     | Чавилка                                             | англ. The Mangler                 | у журналі Cavalier, грудень 1972       |
| 6     | Бугімен                                             | англ. The Boogeyman               | у журналі Cavalier, березень 1973      |
| 7     | Сіра речовина                                       | англ. Gray Matter                 | у журналі Cavalier, жовтень 1973       |
| 8     | Поле бою                                            | англ. Battleground                | у журналі Cavalier, вересень 1972      |
| 9     | Вантажівки                                          | англ. Trucks                      | у журналі Cavalier, червень 1973       |
| 10    | Інколи вони повертаються                            | англ. Sometimes They Come Back    | у журналі Cavalier, березень 1974      |
| 11    | Сунична весна (інша назва — «Березневий виповзень») | англ. Strawberry Spring           | у журналі Ubris, осінь 1968            |
| 12    | Карниз                                              | англ. The Ledge                   | у журналі Penthouse, липень 1976       |
| 13    | Газонокосар                                         | англ. The Lawnmower Man           | у журналі Cavalier, травень 1975       |
| 14    | Корпорація «Кидайте палити»                         | англ. Quitters, Inc.              | раніше не публікувалося                |
| 15    | Я знаю, що тобі потрібно                            | англ. I Know What You Need        | у журналі Cosmopolitan, вересень 1976  |
| 16    | Діти кукурудзи                                      | англ. Children of the Corn        | у журналі Penthouse, березень 1977     |
| 17    | Останній щабель драбини                             | англ. The Last Rung on the Ladder | раніше не публікувалося                |
| 18    | Чоловік, який любив квіти                           | англ. The Man Who Loved Flowers   | у журналі Gallery, серпень 1977        |
| 19    | На коня                                             | англ. One for the Road            | у журналі Maine, березень-квітень 1977 |
| 20    | Жінка в кімнаті                                     | англ. The Woman in the Room       | раніше не публікувалося                |

### Подарункове розширене видання
У 2020 американське видавництво Cemetery Dance Publications випустило розширене подарункове видання збірки «Нічна зміна». До нього увійшли ще два оповідання.
| № п/п | Назва          | Назва в оригіналі     | Вперше опубліковано                             |
| ----- | -------------- | --------------------- | ----------------------------------------------- |
| 21    | Скляна підлога | англ. The Glass Floor | у журналі Startling Mystery Stories, осінь 1967 |
| 22    | Бур'яни        | англ. Weeds           | у журналі Cavalier, жовтень 1976                |

## Екранізації
Після публікації «Нічної зміни», дедалі більша популярність Стівена Кінга, як автора бестселерів, а також успіх кіноадаптації Браяна де Пальми з фільмом «Керрі» 1976 року, студентські театри та кіновиробники почали масово подавати заявки на право зробити адаптації історій зі збірки. Тому Кінг розробив концепцію «однодоларової угоди», яка полягала в наданні прав на зйомку потенційним режисерам лишень за 1 $.
У 1980-х роках, продюсер Мілтон Суботськи придбав права на шість історій з метою випуску фільмів і телесеріалу. Хоча Суботськи вже розпочав адаптацію творів Кінга («Котяче око», «Максимальне прискорення», «Іноді вони повертаються», «Газонокосар»), але телесеріал так і не був реалізований через конфлікти зі «Broadcast Standards and Practices».

### Фільми
- «Діти кукурудзи» (1984), Hal Roach Studios, Inc., режисер Фріц Кірш.
- «Котяче око» (1985), Діно Де Лаурентіс Продакшнз/Metro-Goldwyn-Mayer, режисер Левіс Теджуе.
- «Максимальне прискорення» (на основі «Вантажівки») (1986), Діно Де Лаурентіс Груп, режисер Стівен Кінг.
- «Нічна зміна» (1990), Paramount Pictures, режисер Ральф С. Сінгельтон.
- «Газонокосар» (1992), New Line Cinema, режисер Бретт Леонард.
- «М'ясорубка» (1995), New Line Cinema, режисер Тоуб Гупер.

### Телебачення
- «Інколи вони повертаються» (1991), Vidmark Entertainment, режисер Том Маклоглін.
- «Вантажівки» (1997) USA Pictures, режисер Кріс Томсон.
- «Поле бою» (2006) Turner Network Television, серія мінісеріалу «Кошмари та сновидіння: З історій Стівена Кінга»
- «Діти кукурудзи» (2009), випущено Sci Fi Channel.

### Короткометражні адаптації
- «Бугімен» (1982), режисер Джеф Шайро.
- «Учні кукурудзи» (на основі «Діти кукурудзи») (1983), режисер Джон Вудвард.
- «Жінка в палаті» (1983), режисер Френк Дарабонт.
- «Остання сходинка» (1987), режисери Джеймс Коул та Деніел Торн.
- «Газонокосар» (1987), режисер Джим Ґоніс.
- «Нічний прибій» (2001), режисер Петер Салліван.
- «Сунична весна» (2001), режисер Давид Лінлер.
- «Я знаю, що тобі потрібно» (2004), режисер Шон С. Лелос.
- «La Femme Dans la Chambre» («Жінка в палаті») (2005), режисер Демієн Марік.
- «Бугімен» (2005), режисер Грехем Різ.

## Нагороди та номінації
1979 року збірка номінована на премію Локус та Всесвітню премію фентезі, а вже у 1980 році — переможець премії Балроґ за найкращу збірку.

## Переклади українською
Станом на квітень 2025 року, збірка оповідань «Нічна зміна» повністю українською не перекладалася.

### Оповідання
- Стівен Кінг. Поле бою: оповідання (переклад з англійської: Андрій Минка). Оповідання увійшло до збірки «У сріблястій місячній імлі»[4].
- Стівен Кінґ. Кинь палити!. Переклав з англійської: Андрій Євса. Київ: журнал «Всесвіт», 2006, № 1-2 стор. 127—139[5]